# Илич, Йосиф
Йосиф Илич (серб. Јосиф Илић; 31 августа, 1950, СФРЮ) — югославский и сербский футболист, тренер.

## Биография
В качестве футболиста долгое время выступал за «Воеводину», за которую провел около 500 матчей.
После окончания карьеры остался в «Воеводине»: вначале он тренировал молодёжный состав, а затем ассистировал своему бывшему партнеру Милораду Косаровичу в главной команде. Вместе с ним Илич отправился на Мальту, где он руководил молодёжным департаментом федерации, а после ухода Косаровича возглавил национальную сборную островной страны. За четыре года под руководством специалиста мальтийцы провели 41 игры, в которых смогли одержать пять побед и ещё четырежды сыграть вничью.
С сентября 2003 г. до начала января 2004 г. был главным тренером «Воеводины».

## Достижения

### Футболиста
- Обладатель Кубка Митропы (1): 1976/77.

### Тренера
- Серебряный призёр Международного турнира на Мальте (2): 1998, 2000.